# Щучье Озеро (Московская область)
Щучье Озеро — посёлок в Орехово-Зуевском муниципальном районе Московской области. Входит в состав сельского поселения Верейское. Население — 1 чел. (2010).

## География
Посёлок Щучье Озеро расположен в северной части Орехово-Зуевского района, примерно в 5 км к востоку от города Орехово-Зуево. В 2 км к северу от посёлка находится озеро Горбатое. Высота над уровнем моря 115 м. Ближайший населённый пункт — посёлок Орловка.

## История
Образован как посёлок торфоразработчиков 44 участок. В 2002 году переименован в посёлок Щучье Озеро.
До муниципальной реформы 2006 года посёлок входил в состав Верейского сельского округа Орехово-Зуевского района.

## Население
По переписи 2002 года в посёлке проживало 3 человека (1 мужчина, 2 женщины).
| 2002 | 2006 | 2010 |
| ---- | ---- | ---- |
| 3    | ↘1   | →1   |